# Odd Nerdrum
Odd Nerdrum (ur. 8 kwietnia 1944 w Helsingborgu, w Szwecji) – norweski malarz, jeden z najsławniejszych współczesnych malarzy figuratywnych.

## Życiorys
W latach 60. XX w. studiował malarstwo w Statens kunstakademi w Oslo. Opuścił jednak uczelnię, chcąc malować w stylu dawnych mistrzów. Tworzy trudne do zinterpretowania obrazy w stylu klasycznym, nawiązujące do dzieł Rembrandta i Caravaggia.
Dzieła malarza znajdują się w galeriach i muzeach na całym świecie, m.in. w Galerii Narodowej w Oslo, Muzeum Sztuki Nowoczesnej Astrupa Fearnleya w Oslo, Metropolitan Museum of Art w Nowym Jorku, Muzeum Sztuki Nowoczesnej w San Diego, Centrum Sztuki Walkera w Minneapolis oraz Muzeum i Ogrodzie Rzeźby Hirschhorna w Waszyngtonie. W Polsce można było obejrzeć jego obrazy na wystawie w Centrum Sztuki Współczesnej Zamek Ujazdowski w Warszawie w 2023 roku.
6 kwietnia 2024 roku otwarto muzeum artysty w Stavern, w Norwegii.
Nerdrum jest też autorem dramatów: Ostatnie dni Immanuela Kanta (Immanuel Kants siste dager, 2003), Karyatiden (2004), Diamantmannen (2005) oraz Hvordan vi lurer hverandre (2007).